# 13 septembre 1901
Le vendredi 13 septembre 1901 est le 256e jour de l'année 1901.

## Naissances
- Claude Dupuy (mort le 13 février 1989), prélat catholique français
- Albert Genta (mort le 5 septembre 1989), artiste peintre français
- Mario Gruppioni (mort le 19 janvier 1939), lutteur italien
- Françoise Hoentschel (morte le 1er janvier 1992), mécène française au profit de nombreuses œuvres de charité
- Henri Snyers (mort le 24 juillet 1980), architecte liégeois
- James McCoubrey (mort le 5 juillet 2013), supercentenaire américain

## Autres événements
- Fin de l'année hébraïque 5661
- Ascension par le versant nord-ouest des aiguilles d'Arves, par G. Gorra avec Casmir Thérisod
- France : décret de loi instituant l'immatriculation des véhicules roulant à plus de 30 km/h.